# Bubong
Bubong è una municipalità di quarta classe delle Filippine, situata nella Provincia di Lanao del Sur, nella Regione Autonoma nel Mindanao Musulmano.
Bubong è formata da 36 baranggay:
- Bacolod
- Bagoaingud
- Bansayan
- Basingan
- Batangan
- Bualan
- Bubonga Didagun
- Carigongan
- Dalaon
- Dibarosan
- Dilabayan
- Dimapatoy
- Dimayon
- Dimayon Proper
- Diolangan
- Guiguikun
- Madanding
- Malungun

- Masorot
- Matampay Dimarao
- Miabalawag
- Montiaan
- Pagayawan
- Palao
- Panalawan
- Pantar
- Pendogoan
- Pindolonan
- Poblacion (Bubong)
- Polayagan
- Punud
- Ramain Bubong
- Rogero
- Salipongan
- Sunggod
- Taboro